# Môtiers

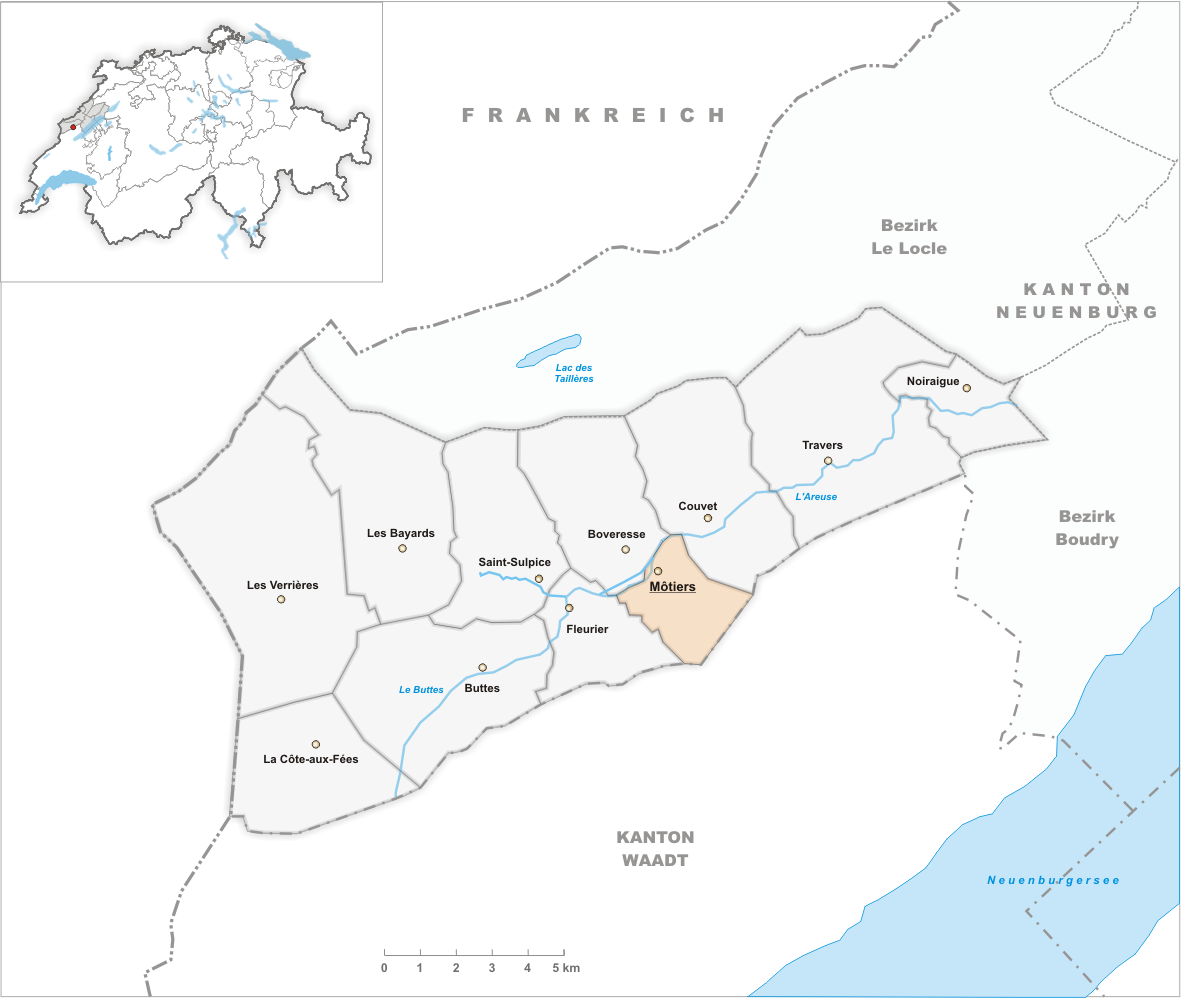
Gemeindestand vor der Fusion am 1. Januar 2009

Môtiers (NE) war bis zum 31. Dezember 2008 eine politische Gemeinde im Distrikt Val-de-Travers des Schweizer Kantons Neuenburg. Sie ist nicht zu verwechseln mit der homophonen freiburgischen Ortschaft Môtier (Gemeinde Mont-Vully) am Mont Vully und wurde daher vom Bundesamt für Statistik in der offiziellen Schreibweise mit Kantonskürzel versehen. Seit dem 1. Januar 2009 gehört Môtiers zusammen mit Boveresse, Buttes, Couvet, Fleurier, Les Bayards, Noiraigue, Saint-Sulpice und Travers zur neuen Gemeinde Val-de-Travers.

## Geographie
Môtiers liegt auf 737 m ü. M., 26 Kilometer westsüdwestlich der Kantonshauptstadt Neuenburg (Luftlinie). Das Haufendorf erstreckt sich im westlichen Val de Travers im flachen Talboden südlich der Areuse und am Dorfbach Bied im Neuenburger Jura.
Die Fläche des 6,4 km2 grossen ehemaligen Gemeindegebiets umfasst einen Abschnitt im Val de Travers. Die nördliche Grenze bildete teilweise die korrigierte und begradigte Areuse, teilweise auch der ehemalige Flusslauf, heute Vieille Areuse genannt. Nach Süden erstreckte sich der Gemeindeboden über den flachen Talgrund bis auf die angrenzende Antiklinale des Chasseron, die hier durch die Erosionstäler des Bied und seiner Nebenbäche untergliedert ist. Im Südosten reichte das Gebiet auf die Hochfläche Nouvelle Censière, auf der sich ausgedehnte Jurahochweiden mit den typischen mächtigen Fichten befinden, die entweder einzeln oder in Gruppen stehen. Der höchste Punkt von Môtiers wurde mit 1270 m ü. M. auf der Höhe der Chasseron-Kette erreicht. Von der Gemeindefläche entfielen 1997 8 % auf Siedlungen, 50 % auf Wald und Gehölze, 40 % auf Landwirtschaft und etwas mehr als 1 % war unproduktives Land.
Zu Môtiers gehörten einige Einzelhöfe im Tal und auf den Höhen der Chasseron-Kette. Nachbargemeinden von Môtiers waren Fleurier, Boveresse und Couvet im Kanton Neuenburg sowie Provence und Romairon im Kanton Waadt.

Historisches Luftbild von Werner Friedli von 1950

## Bevölkerung
Mit 825 Einwohnern (Ende 2007) gehörte Môtiers zu den kleineren Gemeinden des Kantons Neuenburg. Von den Bewohnern waren im Jahr 2000 93,8 % französischsprachig, 2,6 % deutschsprachig und 1,1 % italienischsprachig. Die Bevölkerungszahl von Môtiers stieg bis 1900 (1043 Einwohner) kontinuierlich an, danach ging sie zurück und pendelte sich bei rund 800 Einwohnern ein.

## Wirtschaft
Môtiers war bis Mitte des 19. Jahrhunderts eine hauptsächlich landwirtschaftlich geprägte Gemeinde. Danach veränderte sich die Erwerbsstruktur mit der Ansiedlung von Fabriken der Uhren- und der Textilindustrie sowie einer Gerberei. Ein wichtiger Erwerbszweig für die Bewohner von Môtiers war der Anbau der Absinthpflanze (Artemisia absinthium) für die Produktion von Absinth, die 1908 aufgrund einer eidgenössischen Volksabstimmung verboten wurde. Heute leben die Bewohner von der Landwirtschaft, wobei Viehzucht und Milchwirtschaft überwiegen, und von der Herstellung von Wein und Schaumwein (Champagne suisse). Weitere Arbeitsplätze bieten ein Informatikunternehmen und das lokale Kleingewerbe. Viele Erwerbstätige sind Wegpendler und arbeiten in den grösseren Orten des Val de Travers oder in Neuenburg.

## Verkehr
Die ehemalige Gemeinde ist verkehrsmässig gut erschlossen. Sie liegt an der ehemaligen Hauptstrasse von Couvet nach Fleurier. Die heutige überregionale Hauptstrasse von Neuenburg über den Grenzübergang Les Verrières nach Pontarlier in Frankreich verläuft auf der nördlichen Talseite. Am 24. September 1883 wurde die Eisenbahnlinie von Travers nach Saint-Sulpice mit einem Bahnhof in Môtiers eröffnet.

## Geschichte
Môtiers ist die älteste Gemeinde des Val de Travers. Ihr Name ist auf das lateinische monasterium («Kloster») zurückzuführen. Weitere Bezeichnungen im Laufe der Zeit waren Mostiers, Moustiers und Moutier. Im 10. Jahrhundert gründeten Benediktinermönche auf dem heutigen Gemeindegebiet von Môtiers ein Kloster und begannen mit der Urbarmachung des Val de Travers, das damals zum Hoheitsgebiet des Königreichs Burgund gehörte. Wahrscheinlich befand sich an dieser Stelle bereits im 8. Jahrhundert eine Kirche. Das Benediktinerpriorat Saint-Pierre in Môtiers war anfänglich eine Filiale der Abtei Cluny, ab 1107 gehörte es bis zu seiner Auflösung nach der Reformation zur französischen Abtei La Chaise-Dieu.
Um das Kloster entwickelte sich allmählich das Dorf Môtiers. Das Priorat hatte sowohl die kirchliche als auch die weltliche Herrschaft über das Val de Travers inne, bis die Talschaft 1237 als Lehen von der Freigrafschaft Burgund an die Grafen von Neuenburg kam. Diese verstärkten ihren Einfluss auf das Tal insbesondere ab dem 14. Jahrhundert, was sie mit der Errichtung des Schlosses 1344 oberhalb von Môtiers untermauerten. Das Schloss wurde Sitz der Kastlanei Vautravers (auch Val-de-Travers genannt) und Môtiers das regionale Zentrum des Tales mit einer Markthalle, dem «Hôtel des Six Communes», in dem vierteljährlich ein Wochenmarkt abgehalten wurde. Dadurch ging die Macht des Priorats stark zurück und endete mit der Säkularisation 1536; die Mönche wanderten nach Frankreich aus.
Die Oberhoheit über das Gebiet blieb bei Neuenburg, das 1648 Fürstentum wurde und ab 1707 durch Personalunion mit dem Königreich Preussen verbunden war. 1806 wurde das Gebiet an Napoleon I. abgetreten und kam 1815 im Zuge des Wiener Kongresses an die Schweizerische Eidgenossenschaft, wobei die Könige von Preussen bis 1848 (formell bis zum Neuenburgerhandel 1857) auch Fürsten von Neuenburg blieben.
Zahlreiche Häuser von Môtiers fielen 1723 einem Dorfbrand zum Opfer. Von 1762 bis 1765 war der Ort Wohnsitz von Jean-Jacques Rousseau. In der Zeit der Industrialisierung des Val de Travers blieb Môtiers in der Entwicklung gegenüber den Nachbardörfern Fleurier und Couvet zurück, behielt aber seinen Status als Sitz der Kastlanei und wurde nach 1848 Hauptort des Bezirks Val-de-Travers.

## Sehenswürdigkeiten
Môtiers hat sein malerisches Ortsbild erhalten. Die Konventgebäude haben im Laufe der Jahrhunderte zahlreiche Veränderungen erfahren. Die ältesten Bauteile sind romanisch und stammen aus der Zeit des 11. und 12. Jahrhunderts. Nach der Säkularisation waren die Gebäude Wohnsitz des Steuervogts und seit 1829 beherbergen sie eine Schaumweinfabrik. Die heutigen Bauten stammen grösstenteils aus dem 16. bis 18. Jahrhundert. Die reformierte Kirche von Môtiers ist ein gotischer Bau, der 1460–1490 errichtet wurde; der Polygonalchor und der Frontturm stammen aus der Zeit von 1669 bis 1679.
Am Dorfplatz steht das «Hôtel des Six Communes», die ehemalige Markthalle. Der heutige Bau mit Rundbogenarkaden und gotischen Fenstern im Obergeschoss wurde 1612 errichtet. Weitere wichtige Bauten im historischen Dorfkern sind das «Maison Boy de la Tour», ein 1720–1723 erbautes Herrenhaus im Régencestil, das «Maison Bobillier» (1767), das «Maison Rousseau» mit einem Jean-Jacques Rousseau gewidmeten Museum, und das «Maison des Mascarons». Letzteres beherbergt das Regionalmuseum mit historischen und volkskundlichen Ausstellungsobjekten sowie mit einer Abteilung über die Geschichte der Absinthherstellung im Val de Travers.
Auf einem Felssporn zwischen dem Val de Travers und dem Tal des Bied steht das Schloss von Môtiers («Vieux-Château»), dessen älteste Teile, unter anderem die «Tour de Diesse», aus dem 14. Jahrhundert stammen. In den späteren Jahrhunderten wurde das Schloss mehrfach umgebaut und zuletzt 1957–1972 restauriert. Es gehört heute dem Staat Neuenburg und wird zeitweise für kulturelle Anlässe genutzt.
Gleich hinter dem Schloss liegt ein der Schluchten des Jura. Der Bied ist ein Zubringerfluss der Areuse und hat sich in Jahrmillionen durch den Jurastein gegraben. Der Weg wurde 1946 erstmals ausgebaut und verbindet das Dorf Môtiers mit einigen Einzelhöfen. Der Wanderweg wird nun durch den Kanton unterhalten. Die Schlucht ist speziell im oberen Teil sehr steil und kann deshalb nur über gesicherte Holzstege und in den Fels gehauene Treppen begangen werden.

## Bilder

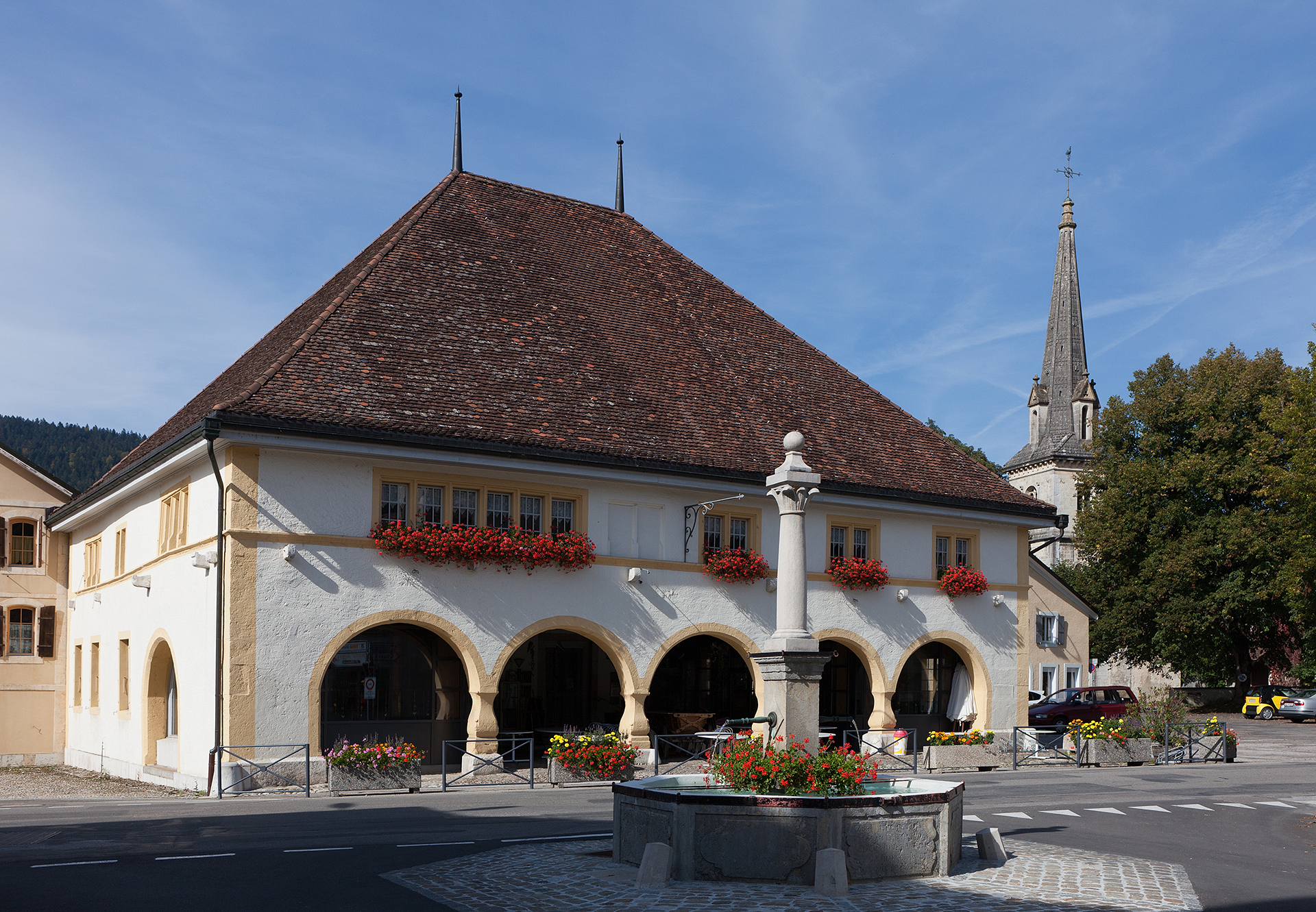
Ehemalige Markthalle
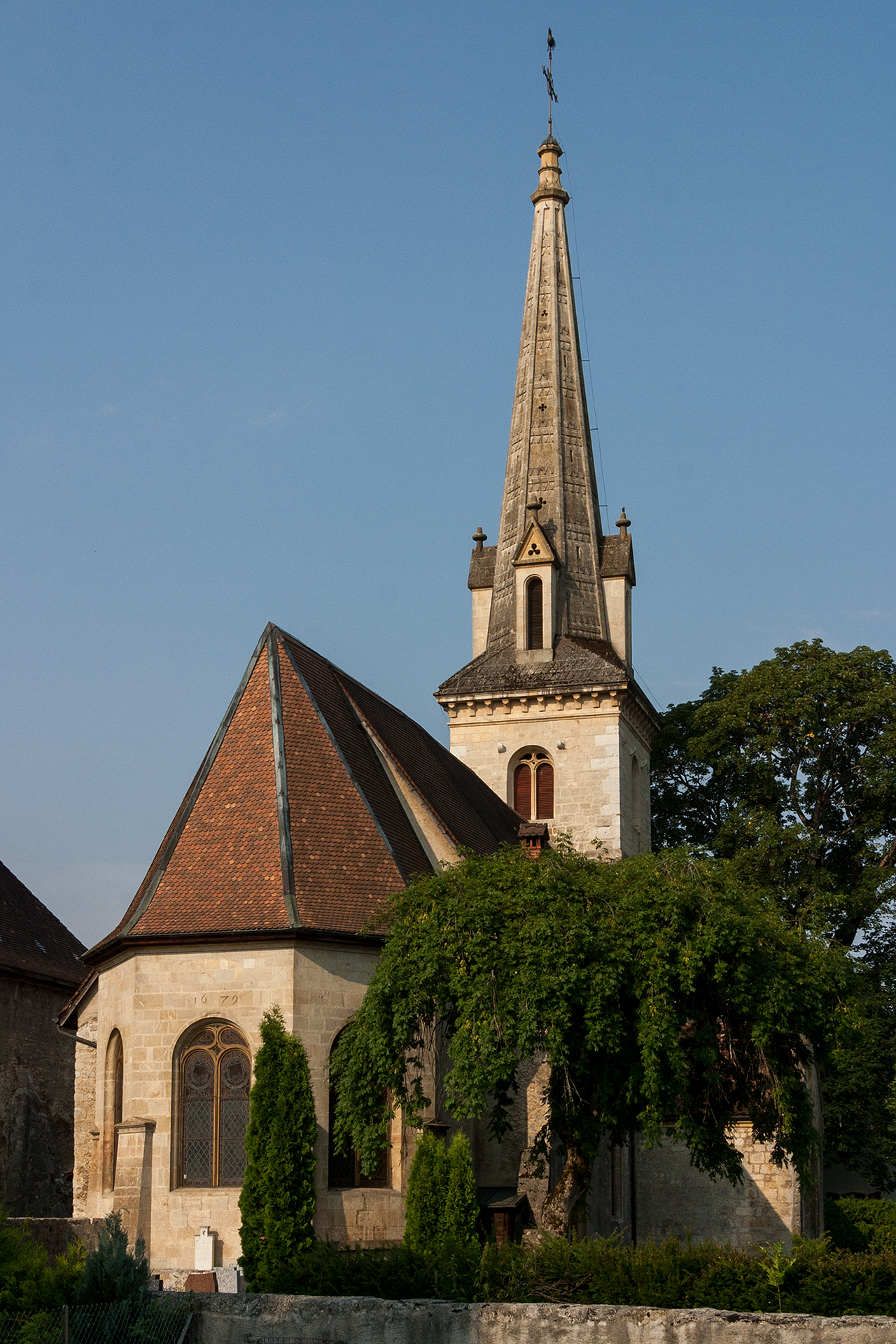
Abteikirche Saint-Pierre
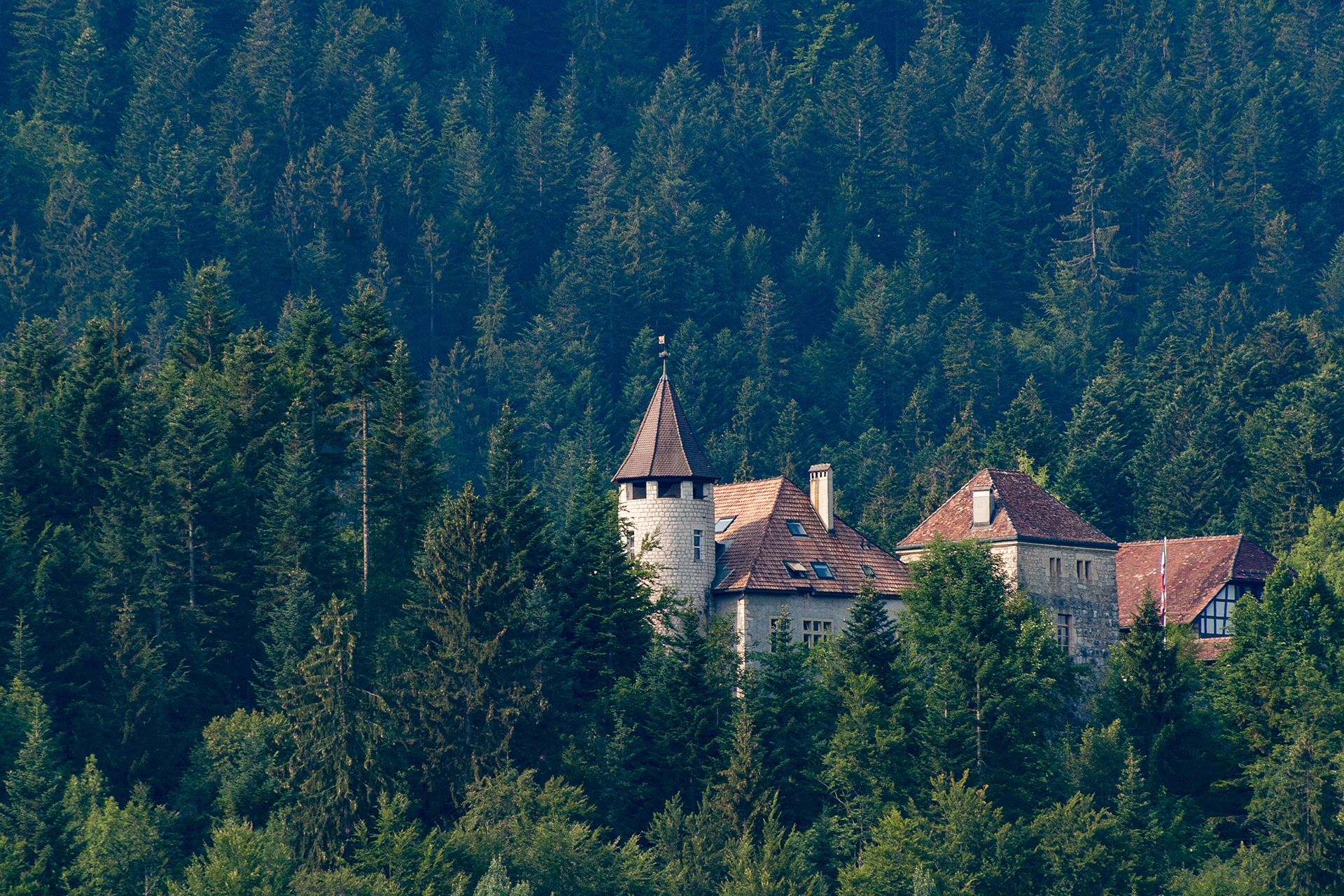
Vieux-Château
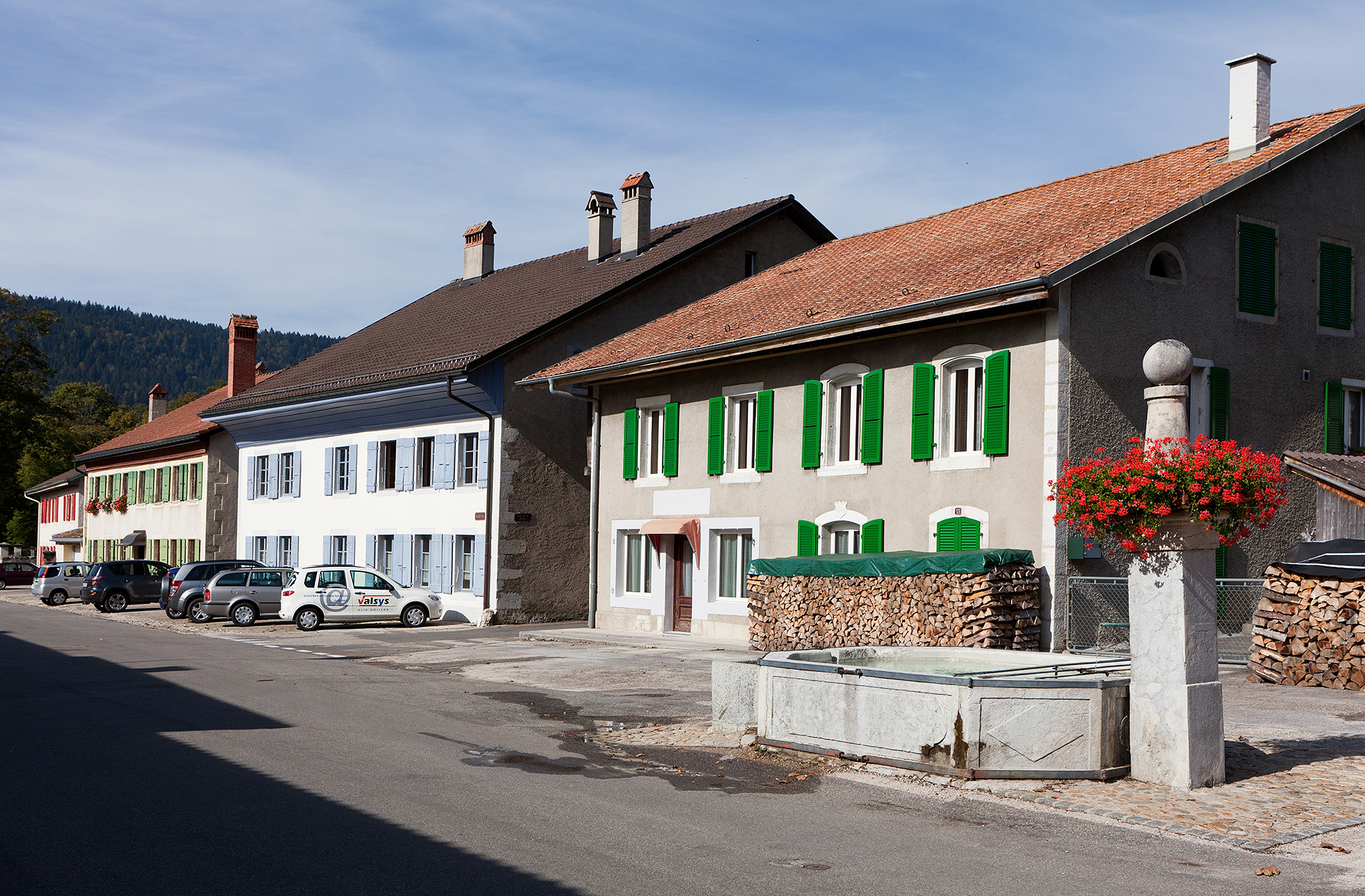
Grande Rue
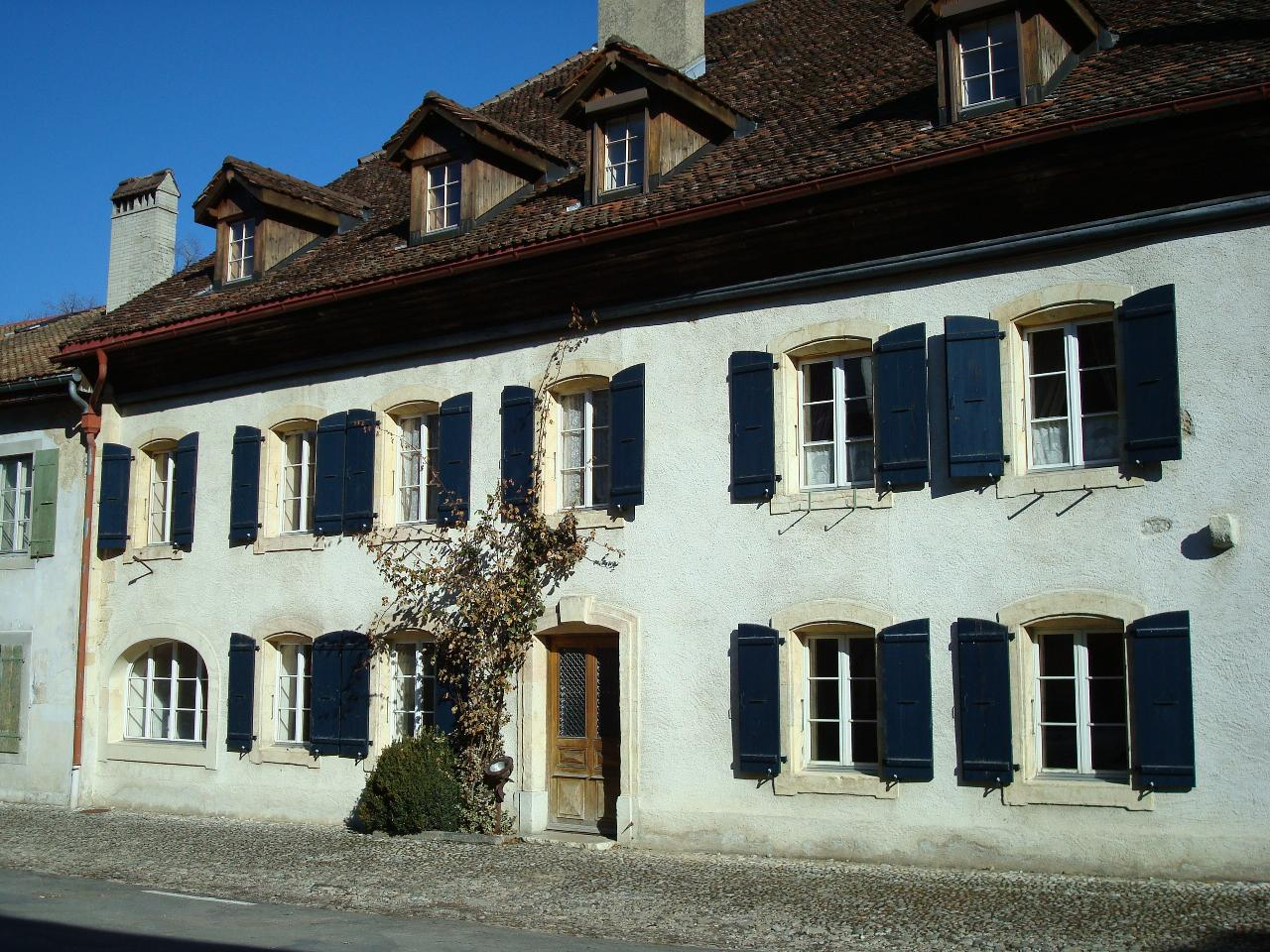
Häuserzeile in Môtiers, 2008

## Persönlichkeiten
- Jean-Louis Barrelet (1902–1976), Politiker